# Suiza en los Juegos Paralímpicos de Sídney 2000
Suiza estuvo representada en los Juegos Paralímpicos de Sídney 2000 por un total de 54 deportistas, 45 hombres y nueve mujeres.

## Medallistas
El equipo paralímpico suizo obtuvo las siguientes medallas:
| Nombre             | Deporte           | Evento                           |
| ------------------ | ----------------- | -------------------------------- |
| Oro                |                   |                                  |
| Ursina Greuter     | Atletismo         | 100 m T52 femenino               |
| Lukas Christen     | Atletismo         | 200 m T42 masculino              |
| Lukas Christen     | Atletismo         | Salto de longitud F42 masculino  |
| Urs Kolly          | Atletismo         | Salto de longitud F44 masculino  |
| Urs Kolly          | Atletismo         | Pentatlón P44 masculino          |
| Heinz Frei         | Atletismo         | 800 m T53 masculino              |
| Franz Nietlispach  | Atletismo         | Maratón T54 masculino            |
| Beat Schwarzenbach | Ciclismo en pista | Persecución individual LC3 mixto |
| Plata              |                   |                                  |
| Ursina Greuter     | Atletismo         | 400 m T52 femenino               |
| Franz Nietlispach  | Atletismo         | 1500 m T54 masculino             |
| Franz Nietlispach  | Atletismo         | 10 000 m T54 masculino           |
| Lukas Christen     | Atletismo         | 100 m T42 masculino              |
| Bronce             |                   |                                  |
| Ursina Greuter     | Atletismo         | 800 m T52 femenino               |
| Heinz Frei         | Atletismo         | 10 000 m T54 masculino           |
| Heinz Frei         | Atletismo         | Maratón T54 masculino            |
| Giuseppe Forni     | Atletismo         | 1500 m T51 masculino             |
| Beat Schwarzenbach | Ciclismo en pista | 1 km contrarreloj LC3 mixto      |
| Daniel Kunzi       | Natación          | 200 m estilos SM7 masculino      |
| Alice Rast         | Tenis de mesa     | Individual 4 femenino            |
| Rolf Zumkehr       | Tenis de mesa     | Individual 1 masculino           |